# Ikabod
Ikabod ist im 1. Buch Samuel im Alten Testament der Sohn des Priesters Pinhas.

## Etymologie
Für den hebräischen Personennamen אִי־כָבוֹד ’î-khāwôd, deutsch ‚Ikabod‘ (so in 1 Sam 4,21 , in 1 Sam 14,3  אִיכָבֹוד ’îkhāwôd) gibt es verschiedene Deutungsvorschläge. Seinen Hauptbestandteil bildet das Substantiv כָּבוֹד kāwod, welches „Schwere / Gewicht / Ansehen / Ehre / Herrlichkeit“ bedeutet. Davor steht das Element אִי־  ̓î. Dabei handelt es sich entweder um eine Interjektion (ähnlich wie אוֹי  ̓ôj „wehe“), dann wäre der Name als „wehe, die Herrlichkeit“ zu übersetzen. Oder das Element ist eine Negation, dann ließe sich „keine Herrlichkeit“ übersetzen. Ferner besteht die Möglichkeit, אִי־  ̓î als Fragewort aufzufassen und „Wo ist Ehre / Herrlichkeit?“ zu übersetzen. Zu dieser Möglichkeit können die Namen Ehud (אֵהוּד ’ehûd „Wo ist Hoheit?“), Ijob („Wo ist der Vater?“), Isebel (אִיזֶבֶל ’îzævæl „Wo ist Hoheit?“) und Iëser (אִיעֶזֶר ’î‘æzær „Wo ist Hilfe?“) verglichen werden.
Ferner wird diskutiert, ob Ikabod eine verkürzte Form des Namens אֲחִיכָבוֹד ’ǎḥîkhāwôd („mein Bruder ist Ehre“) oder אׇבׅיכָבוֹד ’ǎvîkhāwôd („mein Vater ist Ehre“) sei. Schließlich wird in Betracht gezogen, ob der Name ursprünglich יוֹכֶבֶד jôkhævæd („JHWH ist gewichtig“) gewesen sei, dazu passt die Schreibung des Namens Ikabod der Septuaginta in 1 Sam 14,3  als  Ιωχαβηδ Iōchabēd.
Davon abweichend gibt die Septuaginta den Namen in 1 Sam 4,21  als Οὐαὶ βαρχαβωθ Ouai barchabōth wieder, übersetzt „wehe, Sohn der Herrlichkeit“, die Vulgata mit Hicabod.

## Biblische Erzählung
Ikabod ist ein Sohn des Pinhas und Enkel des Priesters Eli. Sein Bruder heißt nach 1 Sam 14,3  Ahitub.
Sein Vater Pinhas und sein Onkel Hofni waren im Kampf gegen die Philister gestorben und die Lade Gottes von den Philistern weggeführt worden (1 Sam 4,11 ). Als ein Bote Eli davon berichtete, fiel dieser vom Stuhl, brach sich das Genick und starb (1 Sam 4,17-18 ). Die Geburt Ikabods setzte in dem Moment ein, in dem seine Mutter von der Wegführung der Lade und dem Tod ihres Mannes und ihres Schwiegervaters erfuhr. Seine Mutter starb bei der Geburt (1 Sam 4,19 ). Sie gab ihm den Namen Ikabod und sprach: „Fort ist die Herrlichkeit aus Israel, denn die Lade Gottes ist weggeschleppt worden“ (1 Sam 4,22 ).